# 일지 갈문왕
일지 갈문왕(日知 葛文王, 생몰년 미상)은 신라 전기의 왕족으로, 유리 이사금의 장인이며, 일성 이사금의 외할아버지이다.

## 생애
성씨는 박씨(朴氏)로, 박혁거세의 후손으로 추정되나, 박혁거세와 정확한 촌수는 알려져 있지 않다. 생몰년도와 자세한 행적 역시 알려져 있지 않으나, 7대 일성 이사금의 외할아버지 또는 친부 일지 갈문왕이라는 기록만이 전한다. 삼국유사에는 일성 이사금의 장인이라 한다.

## 가족 관계
- 선조 : 박혁거세, 정확한 촌수 확인이 어렵다.
  - 부왕 : 박씨(朴氏)
  - 모후 : 미상
    - 왕자 : 일지 갈문왕(日知 葛文王)
    - 부인 :미상
      - 딸 : 이리생부인 박씨(伊利生夫人 朴氏)
        - 외손자 : 일성 이사금(逸聖泥師今, 44? ~ 154)
        - 외증손자 : 아달라 이사금(阿達羅泥師今, ? ~ 184)

## 같이 보기
- 일성 이사금
- 지마 이사금